# 北海道登別明日中等教育学校
北海道登別明日中等教育学校（ほっかいどう のぼりべつあけびちゅうとうきょういくがっこう、Hokkaido Noboribetsu Akebi Secondary school）は、北海道登別市片倉町五丁目にある道立中等教育学校。

## 沿革
- 2007年4月 - 旧・登別高校（同年3月閉校、登別南高校との統合により登別青嶺高校となる）の場所に開校。なお、第1期生の入学試験は室蘭栄高校にて行われた。
- 2007年4月9日 - 入学式（前期課程、後期課程それぞれの第1期生）。校歌を作成した大黒摩季が入学式にシークレットゲストとして登場、校歌を初披露した。[1]
- 2010年4月1日 - 後期課程からの募集を停止し、完全中高一貫教育を開始。
- 2010年6月 - 第4回文化祭にてシークレットゲストとしてフジテレビアナウンサー軽部真一が登場した。

## 校歌
「明日（あけび）の空に」 - 作詞・作曲：大黒摩季
大黒のファンであった同校教頭が彼女に校歌作詞を依頼したところ、3ヶ月かけて制作された。大黒いわく「学校の先生の願いがたくさんあってすべてこめました。」とのこと。

## 公認キャラクター
第8回文化祭「AKEBI Festival」の企画にて、ゆるキャラのデザインを全道で公募し、北海道で生まれた「あけび」の「たまご」をイメージした「あけたま」が採用された。

## アクセス
- JR幌別駅西口 徒歩約20分
- 道南バス 「明日中等前」 徒歩約1分（バス停のすぐ横）